# Avaliação heurística

A avaliação heurística é uma forma de avaliação de usabilidade para software de computador que ajuda a identificar problemas de usabilidade no design da interface do usuário (UI). Ela diz respeito a avaliadores examinando a interface e julgando sua conformidade com critérios de usabilidade reconhecidos (as "heurísticas"). Esses métodos de avaliação agora são frequentemente ensinados e praticados no setor de novas mídias, onde as interfaces do usuário são geralmente projetadas em um curto espaço de tempo com um orçamento que pode restringir a quantidade de dinheiro disponível para permitir outros tipos de teste de interface.

## Introdução
Identificar problemas associados ao design de interfaces de usuário é principal objetivo das avaliações heurísticas. Os consultores de usabilidade Rolf Molich e Jakob Nielsen desenvolveram este método com base em vários anos de experiência em ensino e consultoria na engenharia de usabilidade . Avaliações heurísticas são um dos métodos mais informais de inspeção de usabilidade no campo da interação humano-computador . Existem muitos conjuntos de heurísticas de design de usabilidade; eles não são mutuamente exclusivos e cobrem muitos dos mesmos aspectos do design da interface do usuário. Muitas vezes, os problemas de usabilidade que são descobertos são categorizados – geralmente em uma escala numérica – de acordo com seu impacto estimado no desempenho ou aceitação do usuário. Frequentemente, a avaliação heurística é conduzida no contexto de casos de uso (tarefas típicas do usuário), para fornecer feedback aos desenvolvedores sobre até que ponto a interface é compatível com as necessidades e preferências dos usuários pretendidos.
A simplicidade da avaliação heurística é benéfica nos estágios iniciais do projeto e antes do teste baseado no usuário. Este método de inspeção de usabilidade não depende de usuários, o que pode ser custoso devido à necessidade de recrutamento, questões de agendamento, local para realizar a avaliação e pagamento pelo tempo do participante. No relatório original publicado, Nielsen afirmou que quatro experimentos mostraram que os avaliadores individuais eram "Em sua maioria, muito ruins" em fazer avaliações heurísticas e sugeriu que vários avaliadores eram necessários, com os resultados agregados, para produzir e concluir uma revisão aceitável. A maioria das avaliações heurísticas pode ser realizada em questão de dias. O tempo necessário varia com o tamanho do artefato, sua complexidade, o objetivo da revisão, a natureza dos problemas de usabilidade que surgem na revisão e a competência dos revisores. O uso da avaliação heurística antes do teste do usuário geralmente é realizado para identificar áreas a serem incluídas na avaliação ou para eliminar problemas de design percebidos antes da avaliação baseada no usuário.
A avaliação heurística possa revelar muitos problemas importantes de usabilidade em um curto período de tempo, porém uma crítica que muitas vezes é feita é que os resultados são altamente influenciados pelo conhecimento do(s) revisor(es) especialista(s). Essa revisão "unilateral" repetidamente tem resultados diferentes dos testes de desempenho de software, cada tipo de teste revelando um conjunto diferente de problemas.

## Metodologia
Dependendo do escopo e do tipo de projeto, a avaliação heurística pode ser conduzida de várias maneiras. Como regra geral, existem estruturas pesquisadas envolvidas para reduzir o viés e maximizar as descobertas dentro de uma avaliação.
Prós: Como há uma lista muito detalhada de critérios pelos quais o avaliador passa, é um processo muito detalhado e fornece um bom feedback sobre as áreas que podem ser melhoradas. Além disso, como é feito por várias pessoas, o designer pode obter feedback de várias perspectivas. Por ser um processo relativamente simples, há menos preocupações éticas e logísticas relacionadas à organização e execução da avaliação.
Contras: Como há um conjunto específico de critérios, a avaliação é tão boa quanto as pessoas que a avaliam. Isso leva a outra questão de encontrar especialistas e pessoas qualificadas o suficiente para realizar essa avaliação. No entanto, se você tiver recursos próximos de especialistas e avaliadores qualificados, isso não seria um problema. Além disso, como as avaliações são mais apenas observações pessoais, não há dados concretos nos resultados – o designer só precisa levar todas as informações e avaliações com essas considerações em mente.

### Quantidade de avaliadores
Nielsen recomenda de três a cinco avaliadores dentro de um estudo. Ter mais de cinco avaliadores não aumenta necessariamente a quantidade de insights, e isso pode agregar mais custo do que benefício à avaliação geral.

### Processo Individual e de Grupo
A avaliação heurística deve ser feita inicialmente de maneira individual antes de agregar os resultados para reduzir o viés de confirmação do grupo. O avaliador deve examinar o protótipo de forma independente antes de entrar em discussões em grupo para acumular insights.

### Trocas do Observador
Alguns custos e benefícios são associados ao adicionar um observador a uma sessão de avaliação.
Em uma sessão sem observador, os avaliadores precisariam formalizar suas observações individuais em um relatório escrito à medida que interagem com o produto ou protótipo. Esta opção exigiria mais tempo e esforço dos avaliadores, e isso também exigiria mais tempo para os condutores do estudo interpretarem os relatórios individuais. No entanto, essa opção é menos custosa porque reduz os custos indiretos associados à contratação de observadores.
Com um observador, os avaliadores podem fornecer sua análise verbalmente enquanto os observadores transcrevem e interpretam as descobertas dos avaliadores. Essa opção reduz a carga de trabalho dos avaliadores e o tempo necessário para interpretar as descobertas de vários avaliadores.

## As heurísticas de Nielsen
As heurísticas de Jakob Nielsen são provavelmente as heurísticas de usabilidade mais usadas para o design da interface do usuário. Nielsen desenvolveu a heurística com base no trabalho em conjunto com Rolf Molich em 1990. O conjunto final de heurísticas que ainda são usadas até hoje foi lançado por Nielsen em 1994.  Elas não substituem os testes com o usuário, mas servem como ótimos pontos de partida para que se construa uma interface coesa e bem estruturada que proporcione uma boa experiência aos usuários. As heurísticas publicadas no livro de Nielsen, Usability Engineering, são as seguintes: 
1. Visibilidade do status do sistema:
O sistema deve sempre manter os usuários informados sobre o que está acontecendo, por meio de feedback adequado em tempo razoável. O usuário deve sempre saber em que etapa de uma tarefa ele está, como ele chegou ali e qual a próxima etapa a partir da atual, de modo que ele possa se situar e identificar um tempo aproximado para finalização da tarefa.
2. Correspondência entre o sistema e o mundo real:
O sistema deve falar a linguagem do usuário, com palavras, frases e conceitos familiares ao usuário, ao invés de termos orientados ao sistema. Siga as convenções do mundo real, fazendo com que as informações apareçam em uma ordem natural e lógica.
3. Controle e liberdade do usuário:
Os usuários geralmente escolhem as funções do sistema por engano e precisarão de uma "saída de emergência" claramente marcada para sair do estado indesejado sem ter que passar por um diálogo extenso. Suporte desfazer e refazer.
4. Consistência e padrões:
Os usuários não devem se perguntar se palavras, situações ou ações diferentes significam a mesma coisa. Siga as convenções da plataforma.
5.Prevenção de erros:
Ainda melhor do que boas mensagens de erro é um design cuidadoso que evita que um problema ocorra em primeiro lugar. Elimine as condições propensas a erros ou verifique-as e apresente aos usuários uma opção de confirmação antes de se comprometerem com a ação.
6. Reconhecimento ao invés de recuperação:
Minimize a carga de memória do usuário tornando objetos, ações e opções visíveis. O usuário não deve ter que lembrar informações de uma parte do diálogo para outra. As instruções de uso do sistema devem ser visíveis ou facilmente recuperáveis sempre que apropriado.
7. Flexibilidade e eficiência de uso:
Aceleradores—invisíveis para o usuário iniciante—podem frequentemente acelerar a interação para o usuário experiente de tal forma que o sistema pode atender tanto usuários inexperientes quanto experientes. Permita que os usuários personalizem ações frequentes.
8. Estética e design minimalista:
Os diálogos não devem conter informações irrelevantes ou raramente necessárias. Cada unidade extra de informação em um diálogo compete com as unidades de informação relevantes e diminui sua visibilidade relativa.
9. Ajude os usuários a reconhecer, diagnosticar e se recuperar de erros:
As mensagens de erro devem ser expressas em linguagem simples (sem códigos), indicar com precisão o problema e sugerir uma solução de forma construtiva.
10. Ajuda e documentação:
Mesmo que seja melhor que o sistema possa ser usado sem documentação, pode ser necessário fornecer ajuda e documentação. Qualquer informação desse tipo deve ser fácil de pesquisar, focada na tarefa do usuário, listar etapas concretas a serem executadas e não ser muito grande.

## Princípios de engenharia cognitiva de Gerhardt-Powals
Embora Nielsen seja considerado  especialista e líder de campo em avaliação heurística, Jill Gerhardt-Powals desenvolveu um conjunto de princípios de engenharia cognitiva para melhorar o desempenho humano-computador. Essas heurísticas, ou princípios, são semelhantes às heurísticas de Nielsen, mas adotam uma abordagem mais completa da avaliação. Os princípios de Gerhardt Powals estão listados abaixo.
1. Automatize a carga de trabalho indesejada:
Elimine cálculos mentais, estimativas, comparações e qualquer pensamento desnecessário, para liberar recursos cognitivos para tarefas de alto nível.
2. Reduza a incerteza:
Exiba os dados de maneira clara e óbvia para reduzir o tempo de decisão e o erro.
3. Una dados:
Reúna dados de nível inferior em uma soma de nível superior para reduzir a carga cognitiva.
4. Apresente novas informações com ajudas significativas para a interpretação
Novas informações devem ser apresentadas dentro de estruturas familiares (por exemplo, esquemas, metáforas, termos cotidianos) para que a informação seja mais fácil de absorver.
5. Use nomes conceitualmente relacionados à função:
Os nomes de exibição e os rótulos devem ser dependentes do contexto, o que melhorará a recuperação e o reconhecimento.
6. Agrupe dados de forma consistentemente significativa:
Dentro de uma tela, os dados devem ser agrupados logicamente; em todas as telas, ele deve ser agrupado de forma consistente. Isso diminuirá o tempo de busca de informações.
7. Limite tarefas orientadas a dados:
Use cores e gráficos, por exemplo, para reduzir o tempo gasto na assimilação de dados brutos.
8. Incluir nas exibições apenas as informações necessárias ao usuário em um determinado momento:
Exclui informações irrelevantes que não são importantes para as tarefas atuais para que o usuário possa focar a atenção em dados críticos.
9. Fornecer codificação múltipla de dados quando apropriado:
O sistema deve fornecer dados em vários formatos e/ou níveis de detalhes para promover a flexibilidade cognitiva e satisfazer as preferências do usuário.
10. Praticar a redundância criteriosa:
O Princípio 10 foi idealizado pelos dois primeiros autores para resolver o possível conflito entre os Princípios 6 e 8, ou seja, para ser consistente, às vezes é necessário incluir mais informações do que podem ser necessárias em um determinado momento.

## As oito regras de ouro do design de interface de Schneiderman
O livro de Ben Shneiderman foi publicado alguns anos antes de Nielsen. O livro Designing the User Interface: Strategies for Effective Human-Computer Interaction (1986) cobriu sua popular lista das "Oito Regras de Ouro".
1. Esforce-se pela consistência:
Sequências de ações consistentes devem ser exigidas em situações semelhantes.
2. Permitir que usuários frequentes usem atalhos:
À medida que a frequência de uso aumenta, aumentam também os desejos do usuário de reduzir o número de interações.
3. Oferecer feedback informativo:
Para cada ação do operador, deve haver algum feedback do sistema.
4. Diálogo de design para encerrar:
As sequências de ações devem ser organizadas em grupos com início, meio e fim.
5. Ofereça tratamento de erros simples:
Na medida do possível, projete o sistema de forma que o usuário não possa cometer um erro grave.
6. Permitir fácil reversão de ações:
Esse recurso alivia a ansiedade, pois o usuário sabe que erros podem ser desfeitos.
7. Suporte o controle do usuário:
Operadores experientes desejam fortemente a sensação de que estão no comando do sistema e que o sistema responde às suas ações. Projete o sistema para tornar os usuários os iniciadores das ações, e não os respondentes.
8. Reduzir a carga de memória de curto prazo:
A limitação do processamento de informações humanas na memória de curto prazo exige que as exibições sejam mantidas simples, exibições de várias páginas sejam consolidadas, a frequência de movimento da janela seja reduzida e tempo de treinamento suficiente seja alocado para códigos, mnemônicos e sequências de ações.

## Classificação de Weinschenk e Barker
Em 2000, Susan Weinschenk e Dean Barker criaram uma categorização de heurísticas e diretrizes usadas por vários provedores importantes nos vinte tipos descritos abaixo: 
1. Controle do Usuário:
A interface permitirá que o usuário perceba que está no controle e permitirá o controle adequado.
2. Limitações humanas:
A interface não sobrecarregará os limites cognitivos, visuais, auditivos, táteis ou motores do usuário.
3. Integridade Modal:
A interface se ajusta a tarefas individuais dentro de qualquer modalidade que estiver sendo usada: auditiva, visual ou motora/cinestésica.
4. Acomodação:
A interface se adequará à forma como cada grupo de usuários trabalha e pensa.
5. Claridade linguística:
A interface se comunicará da forma mais eficiente possível.
6. Integridade Estética:
A interface terá um design atraente e adequado.
7. Simplicidade:
A interface apresentará elementos de forma simples.
8. Previsibilidade:
A interface se comportará de maneira que os usuários possam prever com precisão o que acontecerá a seguir.
9. Interpretação:
A interface fará suposições razoáveis sobre o que o usuário está tentando fazer.
10. Precisão:
A interface estará livre de erros.
11. Claridade Técnica:
A interface terá a maior fidelidade possível.
12. Flexibilidade:
A interface permitirá ao usuário ajustar o design para uso personalizado.
13. Satisfação:
A interface proporcionará uma experiência de usuário satisfatória.
14. Propriedade Cultural:
A interface irá corresponder aos costumes e expectativas sociais do usuário.
15. Tempo adequado:
A interface funcionará em um ritmo adequado ao usuário.
16. Consistência:
A interface será consistente.
17. Suporte ao usuário:
A interface fornecerá assistência adicional conforme necessário ou solicitado.
18. Precisão:
A interface permitirá que os usuários executem uma tarefa com exatidão.
19. Perdão:
A interface tornará as ações recuperáveis.
20. Responsividade:
A interface informará os usuários sobre os resultados de suas ações e o status da interface.

## Avaliação heurística específica de domínio ou cultura
Para um sistema com um domínio e cultura específicos, as heurísticas citadas anteriormente não identificam os potenciais problemas de usabilidade. Essas limitações de heurísticas ocorrem porque essas heurísticas são incapazes de considerar os recursos específicos de domínio e cultura de um aplicativo. Isso resulta na introdução da avaliação heurística específica do domínio ou da cultura.